# Kirkland Lake
Kirkland Lake es un pueblo canadiense situado en la provincia de Ontario.

## Superficie
Kirkland Lake tiene una superficie de 261,29 km².

## Demografía
En 2021, tenía 7750 habitantes, una densidad poblacional de 29,7 hab./km², y 4353 viviendas.